# Gimmeldinger Meerspinne

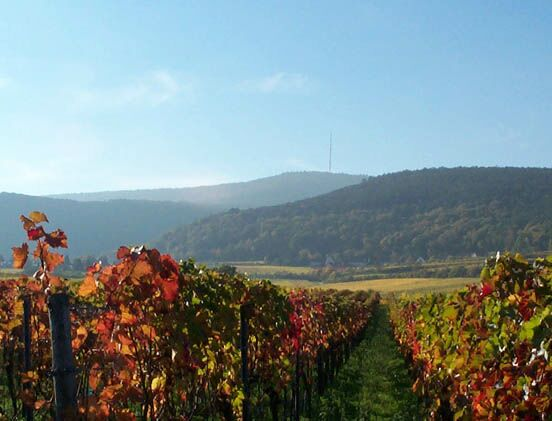
Blick von den Weinbergen der Gimmeldinger Meerspinne zum Weinbiet

Die Weinlage Gimmeldinger Meerspinne ist seit 1971 eine 846 Hektar umfassende Großlage im rheinland-pfälzischen Weinanbaugebiet Pfalz; hier gehört sie zum Bereich Mittelhaardt-Deutsche Weinstraße.
Vor ihrer Umstufung zur Großlage war die Gimmeldinger Meerspinne eine mit rund 7 Hektar wesentlich kleinere Einzellage in Gimmeldingen, einem alten pfälzischen Winzerort im Hügelland der Weinstraße, der seit 1969 zu Neustadt an der Weinstraße gehört. Seit einigen Jahren laufen Bestrebungen, den Zuschnitt der Lage wieder von der Großlage auf die anfängliche Einzellage zurückzuführen.

## Lage, Klima und Böden

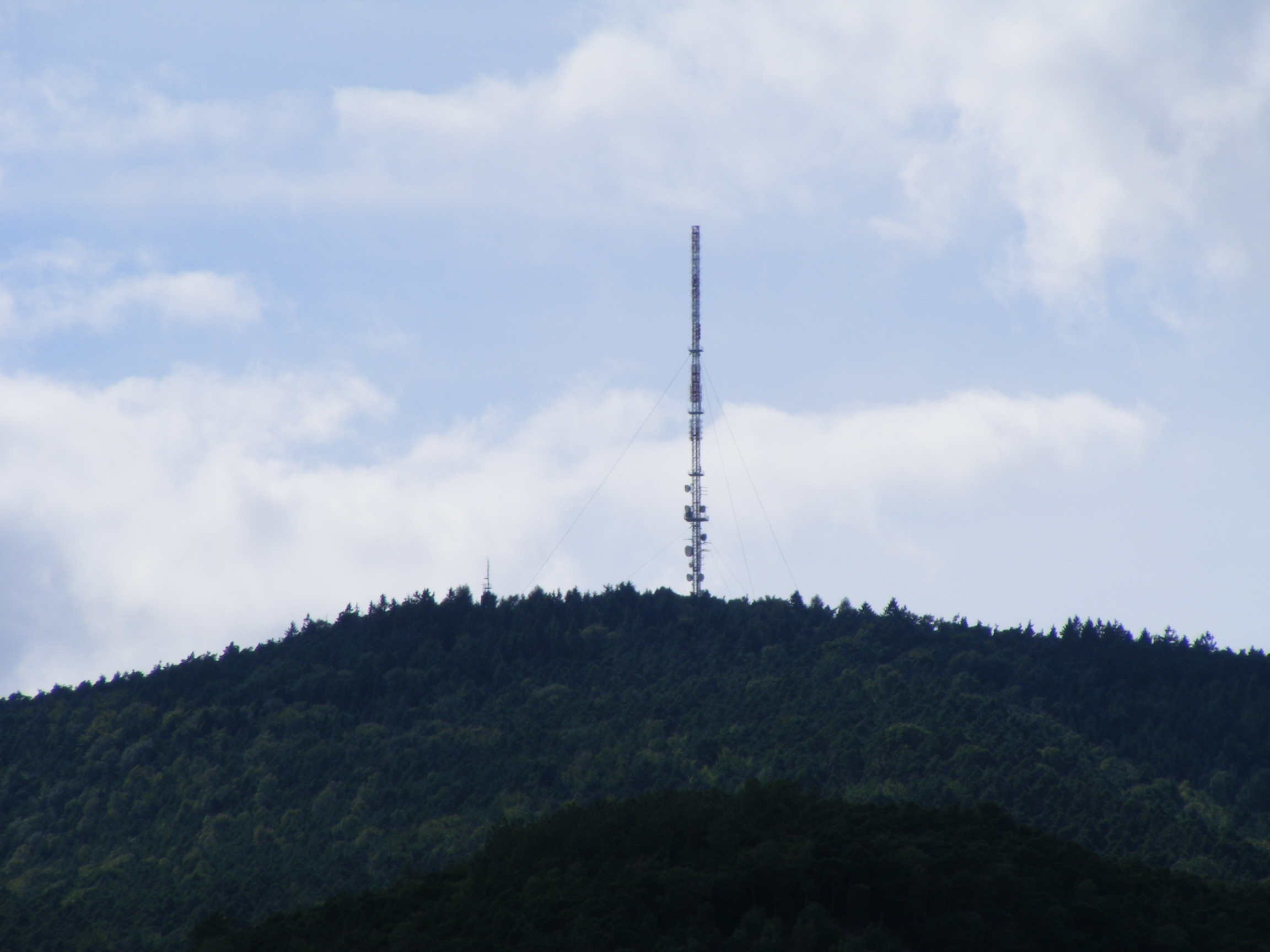
Weinbiet

Die ursprüngliche Einzellage, die für den Ruf der Meerspinne verantwortlich ist, erstreckt sich im Norden der Gimmeldinger Gemarkung. 2 km westlich schirmt das 554 m hohe Weinbiet die in seinem Lee gelegenen Rebflächen gegen übermäßige Niederschläge ab. Die Einzellage heißt heute Mandelgarten.
Die Gewanne besitzt trockene, überwiegend sandige Böden, bei denen eine rasche Erwärmung gewährleistet ist. Sie steigen mäßig von Südost nach Nordwest an und weisen somit auch einen günstigen Winkel zur Morgensonne auf. Dieser Umstand verlängert die Zeit, in der die Trauben tagsüber der Sonne ausgesetzt sind und Zucker bilden können. Die Hangneigung bewirkt zudem, dass in frostigen Frühjahrsnächten kalte Luftmassen zur Rheinebene hin abfließen können und Erfrierungen an den Rebstöcken meist ausbleiben.

## Name

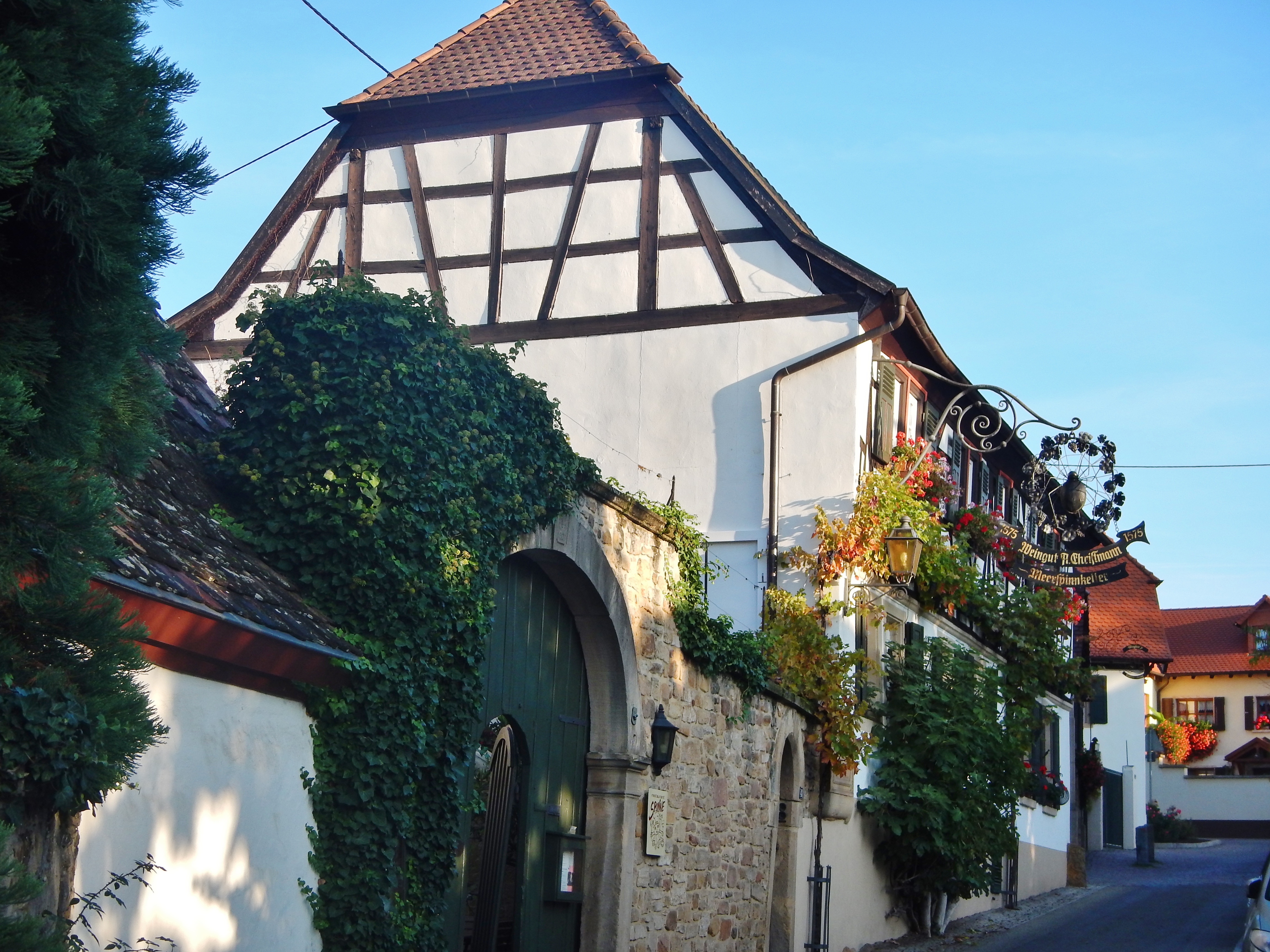
Meerspinnkeller in der Meerspinnstraße

Von Marketingleuten wurde zwar eine Kreuzspinne als Symbol eingeführt, doch der Name hat nichts mit dem Gliedertier zu tun.
- Nach der einen Erklärung könnte er „Mehrspänne“ bedeuten, was durch die mundartliche Aussprache vor Ort belegt würde: „Mährspänn“. Die Bezeichnung würde sich dann von „mehrspännig“ ableiten; denn die Neigung der Hänge des ursprünglichen Geländes machte es einstmals notwendig, bei beladenem Wagen ein zweites Zugtier vorzuspannen.[1] Diese dialektologische Überlegung wird teilweise bestritten.

- Eine andere Bedeutung ließe sich nach den Recherchen des 2018 im Alter von 97 Jahren verstorbenen Gimmeldinger Heimatforschers Alfred Sitzmann aus dem Zinsbuch von 1476 der Loblocher Nikolauskirche herleiten, das im Bayerischen Staatsarchiv in Bamberg aufbewahrt wird. Hier ist von Flurstücken „in der merspin“ die Rede. Sitzmann postuliert eine Namensherkunft aus „mers“ (mittelhochdeutsch für feuchtes Gelände) und „binn“ (Flurstück in Ortsnähe).[4] Gegen diese Deutung spricht allerdings, dass der Hang der ursprünglichen Meerspinn-Lage trocken und nicht feucht ist.

Nach dem derzeitigen Stand der Forschungen lässt sich nicht entscheiden, ob die eine oder die andere oder eine neue, noch unbekannte Hypothese zutrifft.
Nach der Weinlage benannt sind die Gimmeldinger Meerspinnstraße und in dieser die Gastwirtschaft Meerspinnkeller.

## Einzellagen
Zur heutigen Großlage Gimmeldinger Meerspinne gehören 19 Einzellagen:
| Königsbach - Idig - Jesuitengarten - Ölberg - Reiterpfad | Gimmeldingen - Biengarten - Kapellenberg - Mandelgarten - Schlössel | Mußbach - Bischofsweg - Eselshaut - Glockenzehnt, - Johannitergarten - Kurfürst - Spiegel | Haardt - Bürgergarten - Herrenletten - Herzog - Mandelring | Neustadt - Mönchgarten |